# Bosnien och Hercegovinas riksvapen
Bosnien och Hercegovinas statsvapen är landet Bosnien och Hercegovinas officiella riksvapen och antogs 1998.

## Historia
Riksvapnet antogs tillsammans med nuvarande Bosnien och Hercegovinas flagga efter att det internationella samfundet löste en kontrovers som uppstod efter bosnienkriget. Den kroatiska och serbiska befolkningen hävdade att det tidigare riksvapnet symboliserade endast den bosniakiska befolkningen[källa behövs]. Därmed utsågs en utländsk kommitté för att göra om både riksvapnet och flaggan för att minska spänningarna mellan de olika etniska grupperna. Den nya flaggan och riksvapnet antogs 1998 och saknar helt historisk och etniska symboler för Bosnien och Hercegovina.

## Äldre statsvapen
Bosnien har haft en mängd historiska riksvapen som skiljt sig avsevärt från varandra. Bland annat användes en liknande sköld som mellan 1992 och 1998 av den medeltida kungen av Bosnien Tvrtko Kotromanić. När Bosnien och Hercegovina var under Osmanska riket användes andra symboler med anknytning till islam. Efter Österrike-Ungerns annektering fick Bosnien-Hercegovina ett således nytt riksvapen utformat efter en äldre modell av den bosniska adelsmannen Stjepan Vukčić Hrvatinić som levde under medeltiden. Under ett stort gemensamt uppror i Bosnien av serber, kroater och bosniaker, vid samma tid, användes en vapensköld. Efter andra världskriget i det socialistiska Jugoslavien fick Bosnien-Hercegovina, helt ny flagga och statsvapen. Dessa helt utan nationalistiska eller historiska symboler.

## Galleri

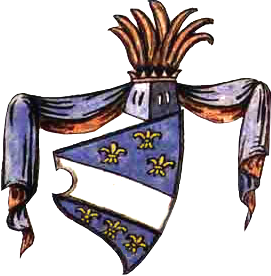
Kung Tvrtko Kotromanićs statsvapen från 1300-talet.
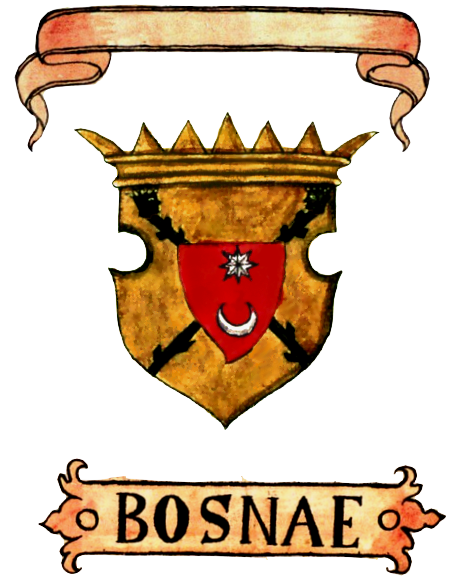
Riksvapen som användes under 1800-talet.
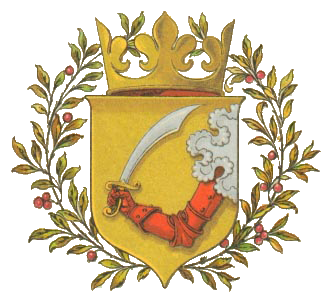
Bosnien och Hercegovinas riksvapen inom Österrike-Ungern mellan 1878 och 1918.
Bosnien och Hercegovinas emblem inom Jugoslavien mellan 1946 och 1992.
Bosnien och Hercegovinas riksvapen mellan 1992 och 1998.